# Правовий режим
Правови́й режи́м — це особливий порядок правового регулювання, який виражається у певному поєднанні юридичних засобів і який створює бажаний соціальний стан та конкретний ступінь сприятливості чи несприятливості для задоволення інтересів суб'єктів права. Іншими словами, правовий режим передбачає певний порядок правового регулювання, який забезпечується через особливе поєднання залучених для його здійснення способів, методів і типів правового регулювання.
Правові режими регулювання характеризуються такими основними ознаками:
1. вони встановлюються законодавством і забезпечуються державою;
2. мають на меті специфічним чином регламентувати конкретні сфери суспільних відносин, виділяючи в часі і просторі ті чи інші суб'єкти й об'єкти права;
3. є особливим порядком правового регулювання, який складається з юридичних засобів і характеризується певним їх поєднанням;
4. створюють конкретний ступінь сприятливості чи несприятливості для задоволення інтересів окремих суб'єктів права.

Правові режими надають адекватності та гнучкості юридичній формі, дають їй змогу більш чітко визначати відмінність неоднорідних соціальних зв'язків, більш точно реагувати і враховувати особливості різних суб'єктів і об'єктів, інших чинників, що належать до сфери дії права.

## Класифікація правових режимів
Правові режими класифікують за різними ознаками:
1. залежно від предмета правового регулювання — конституційний, адміністративний, земельний тощо;
2. за юридичною природою — матеріальні та процесуальні;
3. за змістом — податковий, митний, валютний тощо;
4. за суб'єктами, щодо яких він встановлюється, — режим біженців, вимушених переселенців, осіб без громадянства тощо;
5. за функціями права — режим особливого регулювання й особливої охорони;
6. за рівнем нормативно-правових актів, у яких вони встановлені, — загальнодержавні, регіональні, муніципальні та локальні;
7. за сферами використання — внутрішньодержавні та міждержавні (режим територіальних вод, економічних санкцій тощо).

Своєрідність правових режимів спостерігається як всередині кожної галузі права, так і в системі права загалом.